# Quân trung từ mệnh tập
Quân trung từ mệnh tập (chữ Hán: 軍中詞命集) là tập hợp các văn kiện lịch sử – binh vận – ngoại giao bằng chữ Hán do Nguyễn Trãi soạn thảo theo sự ủy thác và trên danh nghĩa của Lê Lợi trong khởi nghĩa Lam Sơn (1418–1428).
Tập tư liệu gồm các thư từ trao đổi giữa Lê Lợi và các tướng quân Minh (Trần Trí, Phương Chính, Vương Thông...), không kể phần văn loại gồm các bài chiếu, biểu viết trong thời bình. Trần Khắc Kiệm đời Hồng Đức (1470–1497) sưu tập lần đầu và Dương Bá Cung biên soạn, khắc in năm 1868. Số lượng hiện còn khoảng 62 bản, xếp trong "Ức Trai di tập".
Theo sách Nguyễn Trãi toàn tập, nhà nghiên cứu Trần Văn Giáp đã phát hiện thêm 30 bài văn của Nguyễn Trãi gồm những thư gửi cho tướng tá và quan lại nhà Minh, một bài biểu gửi vua Minh và một bài văn hội thề. Những bài này tìm thấy trong các sách Hoàng Lê hoàng các di văn, Ức Trai di tập bản chép tay năm 1856 và Hoàng triều dữ Minh nhân vãng phục thư tập của Thư viện Khoa học xã hội. Sau khi đã nghiên cứu, xác minh, ông Trần Văn Giáp tập hợp những bài văn đó, biên tập thành Ức Trai quân trung từ mệnh tập bổ biên.

## Bối cảnh
Khởi nghĩa Lam Sơn (1418–1428).

## Nội dung
Quân trung từ mệnh tập gồm thư từ qua lại với các tướng tá nhà Minh và văn răn bảo tướng sĩ, các thư từ chiêu hàng tướng địch cũng được ông tổng hợp chi tiết trong Quân trung từ mệnh tập.
Theo sách Nguyễn Trãi toàn tập, Quân trung từ mệnh tập bắt đầu bằng là thư vua Lê Thái Tổ gửi cho quan tổng binh nhà Minh là Trần Trí vào ngày 6 tháng 5, năm Quý Mão (1423).

## Biên tập

### Trần Khắc Kiệm biên tập
Quân trung từ mệnh tập được Trần Khắc Kiệm biên tập từ đời Hồng Đức (1470–1479).

### Dương Bá Cung, Nguyễn Năng Tĩnh, Ngô Thế Vinh biên tập

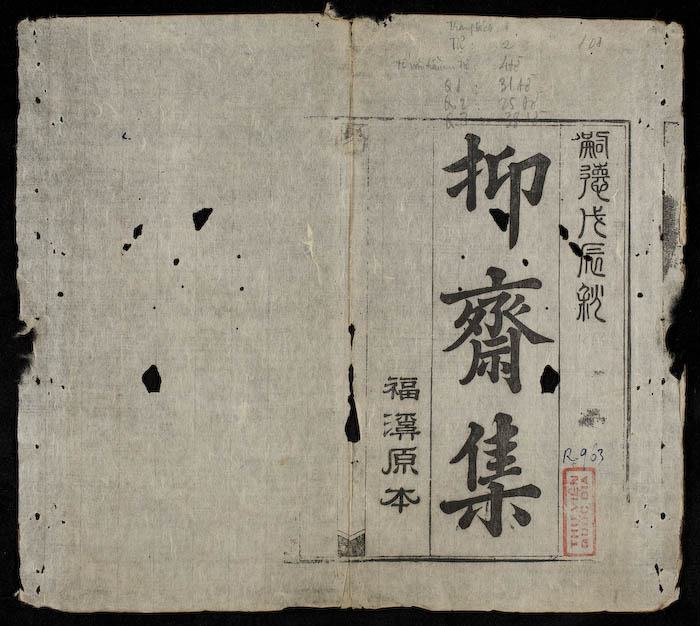
Ức trai thi tập, Dương Bá Cung

Năm 1822–1823, Dương Bá Cung sưu tập các tác phẩm của Nguyễn Trãi, rồi theo loại mà sắp xếp thành một tập. Đến đầu những năm 30 của thế kỷ XIX, lúc này tài liệu thu thập đã tương đối phong phú, ông mang đến cho Nguyễn Năng Tĩnh xem và nhờ biên soạn, sắp xếp, phê bình kiểm duyệt và đề lời tựa. Nguyễn Năng Tĩnh nhận lời và đã xếp thành 4 quyển, sau đó ở cuối lại phụ chép thêm thơ văn Nguyễn Phi Khanh làm quyển thứ 5, lấy nhan đề Ức Trai di tập.
Năm Giáp Ngọ (1834), Dương Bá Cung mang theo tập sách đã được Nguyễn Năng Tĩnh biên soạn, sắp xếp đến và nhờ Ngô Thế Vinh đề tựa cho sách và đã được chấp nhận. Ngô Thế Vinh đã để lại một bài tựa và hơn nữa, ở một số bản còn lưu lại nhiều đoạn bình của ông cùng Nguyễn Năng Tĩnh, chứng tỏ có đóng góp vào việc hiệu đính, bình chú. Sau đó, Dương Bá Cung trở về và chỉnh lại sách và đến năm Bính Thân (1836) lại đem tới cho Ngô Thế Vinh xem lại. Lần này tập sách đã được biên soạn, sắp xếp rõ ràng hoàn chỉnh hơn lần trước, rồi hai ông bàn nhau đem công bố sách cho mọi người cùng biết. Nhưng mãi đến tháng 8 năm Mậu Thìn (1868), Tự Đức thứ 21, mới được thực hiện khi bản in Phúc Khê ra đời, tức 7 tháng sau khi Dương Bá Cung qua đời.
Ức Trai di tập được in ván gồm 259 tờ, toàn bộ sách có 7 quyển, gồm:
- Quyển 1: Thi tập, gồm 3 bài tựa của Nguyễn Năng Tĩnh, Ngô Thế Vinh và Dương Bá Cung, tức 105 bài thơ chữ Hán của Nguyễn Trãi cùng Phú núi Chí Linh và Côn Sơn ca;
- Quyển 2: Nguyễn Phi Khanh thi văn tập, là những thơ, văn của thân phụ Nguyễn Trãi;
- Quyển 3: Văn tập, gồm những bài chiếu, biểu do Nguyễn Trãi viết (phần lớn là công văn);
- Quyển 4: Quân trung từ mệnh tập, là tập từ chương viết theo mệnh lệnh trong quân trướng và những thư tín, khiêu chiến thư do Nguyễn Trãi viết gửi cho vua, quan và tướng lĩnh nhà Minh;
- Quyển 5: Sự trạng bình luận, gồm những sự trạng và những lời bình luận về Nguyễn Trãi, trích từ các sử truyện, gia phả;
- Quyển 6: Ức Trai dư địa chí và "Tựa" Toàn Việt thi lục (quyển sách này được Nguyễn Thiên Túng tập chú, Nguyễn Thiên Tích cẩn án và Lý Tử Tấn thông luận);
- Quyển 7: Quốc âm thi tập, gồm 254 bài thơ Nôm của Nguyễn Trãi.[4]

### Quân trung từ mệnh tậpở sáchNguyễn Trãi toàn tập
Sách Quân trung từ mệnh tập do Nhà xuất bản Sử học xuất bản năm 1961, các ông Phan Duy Tiếp và Đinh Gia Khánh xếp 4 bài:
- Lệnh gửi các tướng hiệu quân nhân ở Nghệ An, Tân Bình, Thuận Hóa.
- Thư gửi Vương Thông.
- Chiếu khuyến dụ hào kiệt.
- Tờ tâu về việc tìm con cháu họ Trần vào Quân trung từ mệnh tập.
Sách Nguyễn Trãi toàn tập soạn theo cách sắp xếp của sách Quân trung từ mệnh tập, nhà xuất bản sử học, 1961. Nhà nghiên cứu Trần Văn Giáp phát hiện thêm 30 bài văn của Nguyễn Trãi gồm những thư gửi cho tướng tá và quan lại nhà Minh, một bài biểu gửi vua Minh và một bài văn hội thề. Những bài này tìm thấy trong các sách Hoàng Lê hoàng các di văn, Ức Trai di tập bản chép tay năm 1856 và Hoàng triều dữ Minh nhân vãng phục thư tập của Thư viện Khoa học xã hội. Sau khi đã nghiên cứu, xác minh, Trần Văn Giáp tập hợp những bài văn đó, biên tập thành Ức Trai quân trung từ mệnh tập bổ biên.
Trong số 30 bài mới phát hiện có 7 bài gần như trùng nhau, chỉ khác đôi câu, đôi chữ. Tập bổ biên thực ra có 23 bài. Những văn kiện mới tìm thấy đã đưa số bài trong Quân trung từ mệnh tập từ 46 bài lên 69 bài.
Sách đã đưa 23 bài văn mới tìm thấy vào phần Quân trung từ mệnh tập của Nguyễn Trãi toàn tập xuất bản lần thứ nhất năm 1969.
Khi xuất bản năm 1961, Quân trung từ mệnh tập đã được Viện Sử học hiệu đính. Tác giả của Nguyễn Trãi toàn tập lại đem bản dịch Quân trung từ mệnh tập của Phan Duy Tiếp và bản dịch, Những văn kiện mới tìm thấy của Trần Văn Giáp hiệu đính một lần thứ hai nữa; phần chú thích cũng được Phan Huy Lê chỉnh lý và bổ sung.

## Trích đoạn
1. THƯ XIN HÀNG
(Còn gọi là thư tố oan)
(Năm Qúy mão (1423) ngày 6 tháng 5, sai Lê Vận, Lê Trăn mang năm đôi ngà voi cùng thư (đi cầu hòa). Sử ký chép: "Năm Nhân dần (1422), vua về núi Chí-linh(3), hai tháng hết lương, chỉ ăn rau củ và măng tre mà thôi. Bấy giơ quân sĩ mỏi mệt muốn được nghỉ ngơi, khuyên vua hòa với giặc, vua bèn cùng bọn Sơn Thọ, Mã Kỳ giảng hòa").
Tôi nghe nói: "Sinh đời thái bình, ai chẳng được ở yên; gặp đời thánh minh, ai chẳng được thỏa sống". Nay tôi sinh đời bình, gặp thời thịnh, mà lại thường phải than là mất chỗ ở yên là cớ làm sao? Trước vì tri huyện Đỗ Phú là người đồng hương, cùng tôi có hiềm khích, nó đút lót tham chính lương Nhữ Hốt, nói vu cho tôi khinh mạn quan trên, cậy mạnh mà chống lại mệnh trên, nếu không trị trước, tất có lo sau. Nhữ Hốt báo với quan quản binh cùng nội quan Mã Kỳ nhân đó cho quan quân đến đánh úp bộ chúng tôi, không kể trẻ già, đều bị chém giết bắt bớ; họ hàng tôi đều tan tác, vợ con tôi đều chia lìa. Lại khai quật mồ mả tổ phụ tôi phởi bày hài cốt (sách Lam-sơn ký chép: Năm Mậu tuất (1418) vua khởi binh ở Lam-sơn, bọn Mã Kỳ nhà Minh đến bức, nhà vua lui về đóng đồn ở Lạc-thủy, Đỗ Phú đưa bọn giặc đến đào hài cốt của đức Hoàng khảo ở xứ Phật-hoàng; lại đi lén theo đường tắt để đánh úp phía sau nhà vua, bắt gia thuộc nhà vua cùng vợ con của quân dân rất nhiều). Tôi không biết kêu đâu, tiến thoái đều khó, bèn sai thân nhân đến Tam ty tạ tội, thì hai ba lần sứ đi đều bị giết, không ai được về. Tôi không biết tính sao, đành phải chạy đi núp náu cho qua năm tháng, để đợi quan trên xét soi. Sống tạm nơi rừng núi đã sáu năm trời, ngày cơm hai bữa, chưa từng có bữa nào no. Song chim tinh vệ lấp biển, há quản gian lao; kẻ oan ức trả thù, cũng liều sống thác; nên tôi đem bộ chúng đến vây quê nhà Đỗ Phú, bắt họ hàng làng xóm nó để hả lòng căm giận mà thôi, đâu dám có chí khác. Nay nghe quan tổng binh(9) là bực đức lớn ân rộng, tâm như Đặng Vũ dụ địch, chính như Hoàng Bá(11) dạy dân, thực là dịp cho tôi được đổi lỗi sửa mình. Vậy xin kính sai bọn anh họ là Lê Vận dâng thư đến viên môn, giãi bày oan khổ, cúi xin đại nhân tha cho lỗi đã qua, mở cho đường đổi mới. Nếu được rủ lòng khoan thứ, thật là ơn tạo hóa của trời đất vậy.

## Tác giả
- Sách Đại Việt thông sử chép rằng: Nguyễn Trãi viết.[5]

## Nhận định
Bùi Huy Bích trong tác phẩm Hoàng Việt thi tuyển nhận định rằng:
| “                      | Các bức thư này có sức mạnh của mười vạn quân". | ” |
| — Hoàng Việt thi tuyển |                                                 |   |